# Basile Sklèros

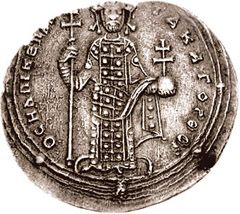
Miliarion en argent de Romanos III Argyros, avec OC HALPIKE, ALWAYS KATORTHI. Basile épousa sa sœur, mais elle se rebella contre lui et fut exilée.

Basile Sklèros est un aristocrate byzantin au début du XIe siècle.

## Biographie
Il est le fils du magistros Romain Sklèros, lui-même fils du général Bardas Sklèros qui se soulève contre l’empereur Basile II (976-1025).
Basile est marié à Pulchérie, une sœur de l’empereur Romain III Argyre (1028-1034). Ensemble, ils au moins une fille qui épouse le futur empereur Constantin IX Monomaque (1042-1055),.
Sous Constantin VIII, alors qu’il détient le rang de patrice, il entre en conflit avec Pressiyan, le gouverneur du thème des Bucellaires. En réaction, l’empereur les exile sur les îles des Princes. Sklèros est alors accusé de vouloir s’enfuir et est aveuglé. Presian échappe de peu à ce sort et est finalement libéré selon Jean Skylitzès.
A l’arrivée sur le trône de Romain III, Basile Sklèros est réhabilité et promu au rang de magistros. Il pourrait même avoir reçu la dignité de vestes et être nommé stratège des Anatoliques. Néanmoins, il est reconnu coupable de conspiration contre le trône et banni de Constantinople par Romain III.
Dans le recueil légal de la Peira rédigé par Eustathe Rhomaios, Basile Sklèros et ses proches sont sévèrement critiqués pour leur arrogance et leur tendance à diriger leurs propriétés en seigneurs indépendants. Jean Skylitzès le décrit comme d'esprit instable.